# Eclissi solare del 18 marzo 1969
L'eclissi solare del 18 marzo 1969 è un evento astronomico che ha avuto luogo il suddetto giorno attorno alle ore 4.54 UTC. 
L'eclissi, di tipo anulare, è stata visibile in alcune parti dell'Asia (India), dell'Oceania (Australia) e dell'Oceano Pacifico.
L'eclissi è durata 26 secondi e l'ombra lunare sulla superficie terrestre ha raggiunto una larghezza di 16 km; l'evento del 18 marzo 1969 è stata la prima eclissi solare del 1969 e la 158ª nel XX secolo. La precedente eclissi solare si è verificata il 22 settembre 1968, la seguente è avvenuta l'11 settembre 1969.

## Percorso e visibilità
L'evento è iniziato all'alba locale nell''Oceano Indiano sud-occidentale, a circa 490 chilometri a nord-est delle Isole del Principe Edoardo; in seguito la pseudo umbra della luna si è diretta ad est e poi a nord est, percorrendo un lungo tratto oceanico a circa 420 chilometri a nord-ovest di Raleigh, nel Nuovo Galles del Sud, in Australia. la zona di massima eclissi si è avuta nel Mar di Timor; successivamente, la pseudo umbra ha attraversato alcune isole indonesiane, è entrata nell'Oceano Pacifico e ha coperto alcune isole del United Nations Trust e del Pacific Islands Trust, sotto l'egida degli Stati Uniti (ora parte degli Stati Federati di Micronesia). L'evento si è concluso nelle Isole Marshall al tramonto, circa 220 chilometri a nordest dell'atollo di Bikar.

## Eclissi correlate

### Eclissi solari 1968 - 1971
Questa eclissi è un membro di una serie semestrale. Un'eclissi in una serie semestrale di eclissi solari si ripete approssimativamente ogni 177 giorni e 4 ore (un semestre) a nodi alternati dell'orbita della Luna.

### Ciclo di Saros 129
L'evento fa parte del ciclo di Saros 129, che si ripete ogni 18 anni, 11 giorni, comprendente 80 eventi. La serie è iniziata con un'eclissi solare parziale il 3 ottobre 1103. Comprende eclissi anulari dal 6 maggio 1464 al 18 marzo 1969, eclissi ibride dal 29 marzo 1987 al 20 aprile 2023 ed eclissi totali dal 30 aprile 2041 al 26 luglio 2185. La serie termina al membro 80 con un'eclissi parziale il 21 febbraio 2528. La durata più lunga di un'eclissi totale nella serie sarà di 3 minuti e 43 secondi il 25 giugno 2131. Tutte le eclissi di questa serie si verificano nel nodo ascendente della Luna.